# Frédéric Vélo
Pas d'image ? Cliquez ici

a Compétitions nationales et continentales officielles uniquement.

b Matchs officiels uniquement.
Dernière mise à jour le 26 octobre 2012.
Frédéric Vélo, né le 4 janvier 1966 à Chambéry, est un joueur français de rugby à XV évoluant au poste de demi d'ouverture, de centre ou d'arrière.
Il a fait partie des buteurs les plus prolifiques de sa génération, terminant meilleur réalisateur du championnat de France en 1989 et en 1990
Il est le frère de Lionel Vélo.

## Biographie
Natif de Chambéry, Frédéric Vélo commence le rugby au club de l'Union Sportive La Ravoire Rugby.
En 1984, il rejoint le FC Grenoble tout en suivant une formation d’électronicien.
Il joue 14 saisons en équipe première de Grenoble et s’inscrit dans l’âge d’or du club.
Il remporte le Challenge Yves du Manoir en 1987 et en est finaliste en 1986 et 1990 où le club grenoblois est battu par le RC Narbonne sur le score de 24 à 19,.
Fin octobre 1989, il fait partie d'une sélection alpine avec 8 joueurs du FC Grenoble dans le XV de départ qui réussit l’exploit de battre l’Australie, futur championne du monde à Grenoble.
Il inscrit deux pénalités et un drop qui suffiront à mettre en échec les joueurs de Nick Farr-Jones et Michael Lynagh.
Frédéric Vélo est alors appelé en équipe de France pour le deuxième test contre l'Australie et ensuite régulièrement convoqué pour le Tournoi des Cinq Nations mais n'entre pas en jeu ni en Ecosse ni contre l'équipe d'Irlande. Il connaît par la suite une autre sélection deux ans plus tard pour un match en Écosse mais n'entre toujours pas en jeu.
Il fait partie de l'équipe des Mammouths de Grenoble qui est vice-champion de France 1993, défait 14 à 11 par le Castres olympique sur une erreur d'arbitrage après une finale polémique où il regrette que Daniel Salles n’ai pas consulté son arbitre de touche après l’essai irrégulier de Gary Whetton car lui avait bien vu Franck Hueber aplatir dans son en-but.
Le 19 juin 1993, il est invité pour jouer avec le XV du Président contre les Barbarians français pour le Centenaire du rugby à Grenoble.
Le 6 septembre 1994, il joue contre les Barbarians au Stade Charlety à Paris. Les Baa-Baas s'imposent 35 à 18.
En 1995, il quitte le FC Grenoble pour rejoindre le RC Toulon. Il y reste deux saisons où il forme une paire de centres très complémentaire avec le futur international Franck Comba.
Il revient ensuite au FC Grenoble où il termine sa carrière professionnelle en 2000.
Il termine sa carrière au SO Chambéry en Fédérale 1 en 2004 à l’âge de 38 ans.

## Palmarès
Avec le FC Grenoble
- Championnat de France de première division :
  - Vice-champion (1) : 1993[13]
  - Demi-finaliste (3) : 1992, 1994 et 1999
- Challenge Yves du Manoir :
  - Vainqueur (1) : 1987[17]
  - Finaliste (2) : 1986 et 1990
- Coupe de France :
  - Demi-finaliste (2) : 1985 et 1986